# 维多利亚 (波尔图)
维多利亚是葡萄牙波尔图区的一个堂区。总面积0.31平方公里，总人口2720人，人口密度8774.2人/平方公里。